# Milna (Rússia)
|  | Per a altres significats, vegeu «Milna». |

Milna (en rus: Мильна) és un poble de l'óblast de Vladímir, a Rússia, segons el cens del 2010 tenia 55 habitants. Pertany al districte municipal de Mélenki.